# Lycomorphodes tortricina
Lycomorphodes tortricina är en fjärilsart som beskrevs av Rothschild 1913. Lycomorphodes tortricina ingår i släktet Lycomorphodes och familjen björnspinnare. Inga underarter finns listade i Catalogue of Life.